# The Lusty Men
 The Lusty Men  és un western dirigida per Nicholas Ray i Robert Parrish el 1952. La pel·lícula és produïda per Jerry Wald i Norman Krasna (Wald-Krasna produccions) i la RKO Pictures. El guió i l'adaptació són de David Dortort, Horace McCoy, Alfred Hayes, Andrew Solt i Jerry Wald segons una novel·la de Claude Stanush.

## Argument
Jeff McCloud, una antiga glòria del rodeo, coneix Wes i Louise Merritt, una jove parella que visita la casa de la seva infantesa amb l'objectiu de comprar-la. Wes demana a McCloud que l'iniciï al rodeo. McCloud aconsegueix fer-ne un campió, cosa que crea tensions amb Louise, inquieta dels riscos que persegueix el seu espòs.
L'ascensió i la glòria ràpida de Wes Merritt inquieta Louise, que prega Jeff d'aturar-lo, i mentre que aquest li declara que la seva única motivació per ensenyar-li el seu art era de trobar-se prop d'ella, ja s'hi ha enamorat. Però refusa el seu amor.

## Repartiment

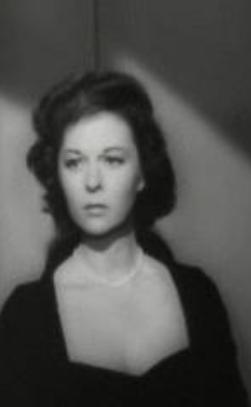
Susan Hayward

- Susan Hayward: Louise Merritt
- Robert Mitchum: Jeff McCloud
- Arthur Kennedy: Wes Merritt
- Arthur Hunnicutt: Booker Davis
- Frank Faylen: Al Dawson
- Walter Coy: Buster Burgess
- Carol Nugent: Rusty Davis
- Lorna Thayer :Grace Burgess
- Maria Hart: Rosemary Maddox
- John Mitchum: Jack Nemo

## Comentaris
Aquesta pel·lícula de Nicholas Ray és la primera ficció que té com a tema el rodeo, i un dels primers westerns sobre la temàtica de la inadequació de la mística de l'Oest a un món modern on els vaquers ja no tenen el seu lloc. La seva particularitat principal és la de ser un westen «modern», ja que l'acció és situada als Estats Units contemporanis (els anys 1950).
En aquesta pel·lícula es troba la major part de les temàtiques i dels temes que recorren l'obra de Nicholas Ray: l'amor impossible (Els amants de la nit, Johnny Guitar...), els «  rebels sense causa», el fracàs del (de la) «wrong [wo]man in the wrong place» («persona ewuivocada en el lloc equivocat») que és el negatiu del mite estatunidenc de l'èxit, «the right man in the right place» (Johnny Guitar, King of Kings...) La nostàlgia d'una època passada. I com en moltes pel·lícules d'aquest director, l'heroi té un final tràgic.